# Juan Pérez de Moya

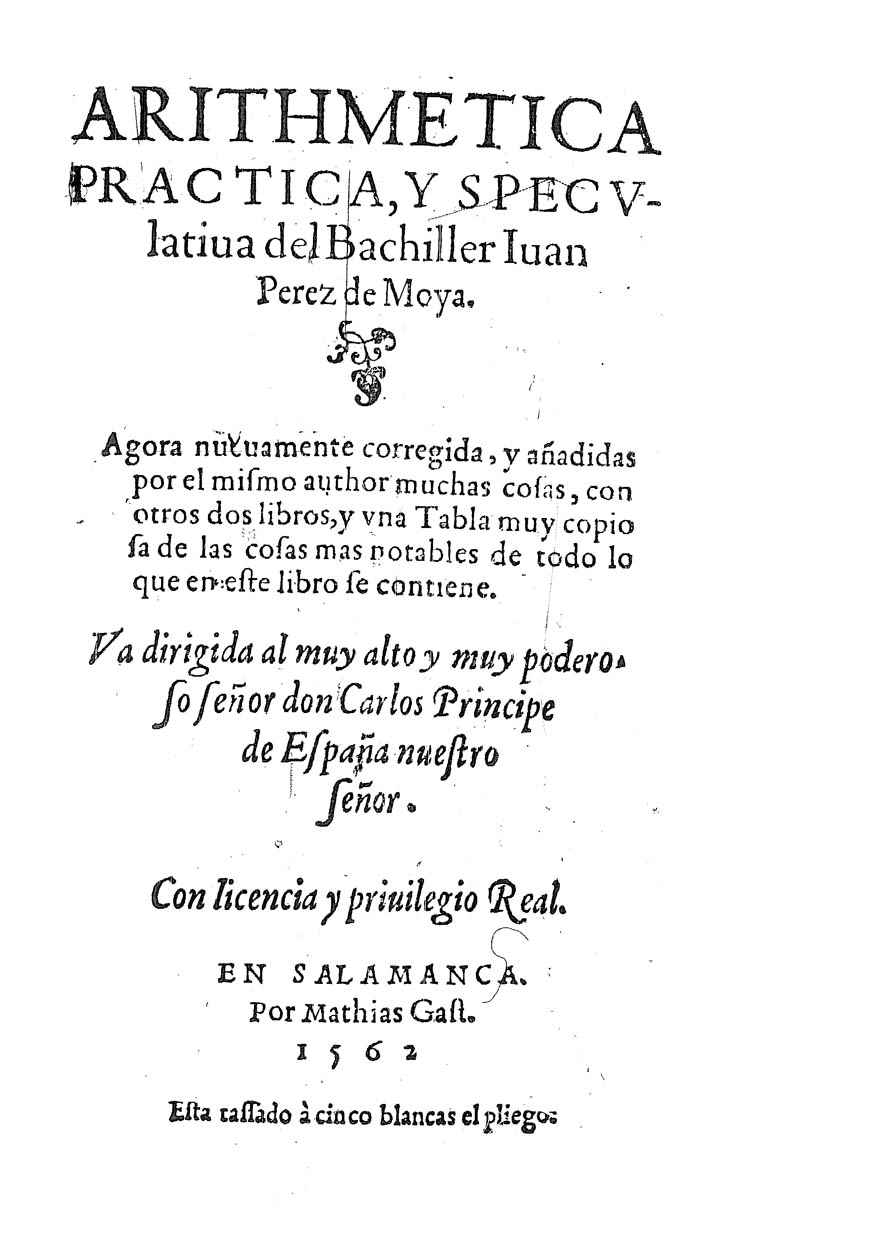
Arithmetica practica y speculativa, 1562

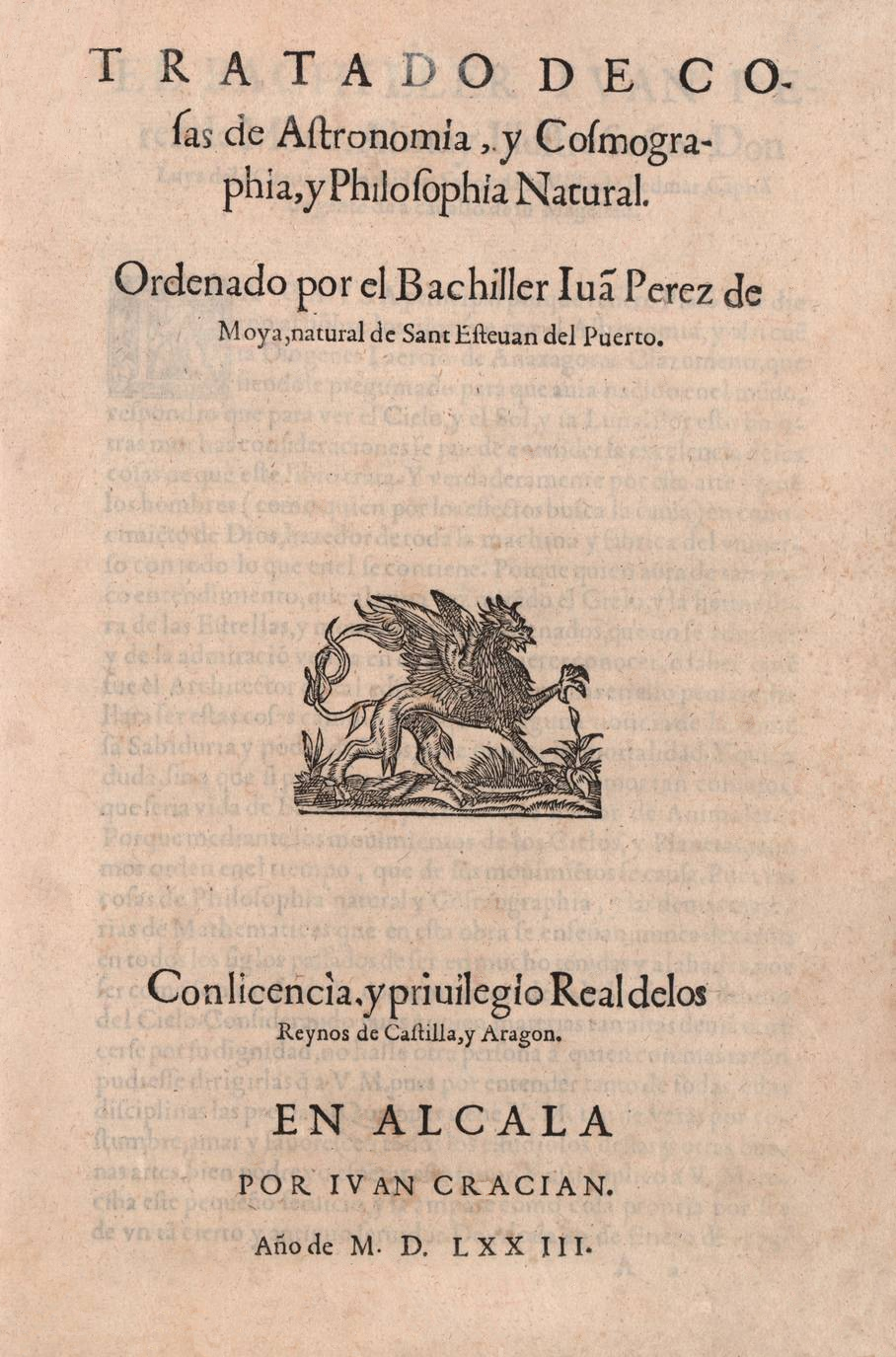
Tratado de Astronomia, Cosmographia y Philosophia Natural (1573).

Juan Pérez de Moya (Santisteban del Puerto, 1512 – Granada, 1596) è stato un matematico e scrittore spagnolo.

## Biografia
Si laureò all'università di Salamanca. Fu cappellano e nel 1590 fu nominato canonico della cattedrale di Granada. Fu un divulgatore efficace della matematica: il suo Diálogos de aritmética práctica y especulativa del 1562 fu ristampato trenta volte e fu elogiato da Simon Stevin. Fu anche riedito nel XIX secolo da Felipe Picatoste. I suoi studi hanno ispirato l'opera di altri scienziati, tra cui l'astronomo Jerónimo Cortés.

## Opere
- (LA) Juan Pérez de Moya, Arithmetica practica y speculativa, Matías Gast, 1562.